# Pablo Moret
Pablo Moret (Moliéres, Tarn y Garona; 2 de junio de 1937) es un actor argentino-francés, se le considera un prestigioso actor del cine argentino.

## Biografía
Hizo sus estudios secundarios en el Lycée Ingres de Montauban, tras lo cual viajó a Buenos Aires en 1951. Inició su preparación actoral con Hedy Crilla. 
Su carrera se inició con el espectáculo La cabalgata del Tango, representado en el Teatro Argentino, integrando el cuerpo de baile (junto a Eber, Nélida Lobato, Enrique Ibarreta y Thelma Mendoza), al frente del elenco figuraban Nelly Daren, Azucena Maizani, Agustín Castro Miranda y Fernando Borel. Fue descubierto por Salvador Salías, quien lo bautizó artísticamente y apareció como extra en la escena del baile junto a Laura Hidalgo, en el filme de Carlos Hugo Christensen María Magdalena (1954).
Tiempo después tuvo la oportunidad de rendir una prueba para cubrir un personaje en la película Los tallos amargos (1956) de Fernando Ayala, fue nominado como «revelación del año»; y El Jefe (1958). Más tarde, José Martínez Suárez, le confió uno de los tres roles protagónicos en Dar la cara (1962), una radiografía de la realidad social juvenil post peronista. 
Actuó en la televisión en los comienzos de Canal 7, en el tele-teatro Mis cuatro hijos varones, con Raúl Rossi (rol de Padre), Leonardo Favio (hermano), Juan Carlos Barbieri (hermano) y Rodolfo Ranni (hermano). Luego realizó La gran revista de TV, dirigida por Jean Cartier —donde hacia cuadros musicales junto a Egle Martín—. En TV Canal 7, Cuando los años son pocos. . . (1961) de Miguel de Calasanz junto a Esmeralda Berart, Rodolfo Ranni, Raúl Rossi, Carlos Pamplona y Julio Gini.
En la década de los 80, realizó telenovelas, Entre el amor y el poder (1985) de Jorge Cavanet.
En teatro, su labor se limitó a dos obras: El bosque petrificado (1957) de Robert E. Sherwood junto a María Vaner en el Teatro Candilejas, y Electra (1961) de Jean Giraudoux hablada en francés, en el rol de Orestes, junto a Mónica Cahen D'Anvers en el teatro Ateneo.
Fue uno de los actores más solicitados y de intensa actividad dentro del género de las fotonovelas, una de la más exitosas que protagonizó fue Escuela nocturna, dirigida por Kurt Land, que contó en su elenco con un grupo de figuras que con el tiempo alcanzaron gran popularidad en el espectáculo:Fernanda Mistral (foto revista) Graciela Borges, Elsa Daniel, María Aurelia Bisutti, Domingo Alzugaray, etc.
Visitó Chile, invitado para un festival de cine argentino en Viña del Mar, en representación del filme Quinto Año Nacional (1961) de Rodolfo Blasco, y fue contratado por la Revista Cine Amor de gran difusión Internacional.
Desde hace varios años está radicado en Puerto Montt (Chile), donde se dedica a la actividad comercial; Restaurant Posada STOP Chinquihue, en ese mismo lugar.

## Películas
- Festa (1989) de Ugo Giorgetti (Brasil)
- Cuerpos perdidos / Corps perdus (1989) de Eduardo de Gregorio (film Franco-Argentino)
- Los taxistas del humor o Taxi Uno (1987)  de Vicente Viney
- La virgen gaucha (1987) de Abel Raúl Beltrami
- Los días de junio (1985) de Alberto Fischerman
- Fiebre (1972) de Armando Bó
- La Familia Falcón (1963) de Román Viñoly Barreto
- Dar la cara (1962) de José Martínez Suárez ... Mariano Carbó
- Una jaula no tiene secretos (1962) de Agustín Navarro (film Hispano – Argentina)
- Los que verán a Dios (1961) de Rodolfo Blasco
- Quinto Año Nacional (1961) de Rodolfo Blasco
- ... y el Demonio creó a los hombres (1960) de Armando Bó
- El asalto (1960) de Kurt Land
- Aquello que amamos (1959)(Leopoldo Torres Ríos) ... Jorge
- El Jefe (1958) (Fernando Ayala) ...  Müller
- Los tallos amargos (1956) de Fernando Ayala ...  Jarvis Liudas
- María Magdalena (1954) de Carlos Hugo Christensen ...  Extra

- Datos: Q6056243
- Multimedia: Pablo Moret / Q6056243